# Wilhelm Dieckmann
Wilhelm Dieckmann (né le 17 juillet 1893 à Stotel, mort le 13 septembre 1944 à Berlin) est un officier allemand, résistant contre le nazisme.

## Biographie
Wilhelm Dieckmann est le fils de Wilhelm Dieckmann, surintendant, et de son épouse. Après l'abitur, il étudie la théologie, la philosophie et l'histoire à Leipzig, Berlin et Göttingen. Il participe à la Première Guerre mondiale avec le grade de lieutenant. Il reprend ses études en 1920 à 1922 à Berlin et s'intéresse au droit, à l'économie et à l'histoire. Après son doctorat en 1923, il devient archiviste dans le département d'économie aux Archives du Reich à Potsdam puis dans celui de la guerre et de l'histoire militaire. Il est aussi réserviste dans le 9e régiment d'infanterie et est nommé Oberleutnant en 1935. En 1939, il devient commandant du 477e bataillon d'infanterie.
Par son travail, il fait la connaissance d'Erika Merz von Quirnheim (de), la fille du président du Reichsarchiv Hermann Mertz von Quirnheim, qu'il épouse. Par ce mariage, il devient le beau-frère d'Otto Korfes (de) qui a épouse une sœur de sa femme.
Après l'arrivée des nazis au pouvoir, Dieckmann pose une distance avec le nouveau régime. Il rejoint l'Église confessante et entre dans la résistance en 1935. Grâce à son beau-frère Albrecht Mertz von Quirnheim, il est en contact avec les officiers préparant le complot du 20 juillet 1944. Peu après, il est arrêté par la Gestapo. Après avoir subi la torture, il est abattu par la Gestapo dans la prison de Lehrter Straße.